# Автошлях Т 1607
Автошля́х Т 1607 — автомобільний шлях територіального значення в Одеській області. Проходить територією Ізмаїльського району через Ізмаїл — Кілію — Вилкове. Загальна довжина — 68,3 км.

## Маршрут
Автошлях проходить через такі населені пункти:
| Автошлях Т 1607    |        |
| Одеська область    |        |
| Ізмаїльський район |        |
| Ізмаїл             | М15    |
| Стара Некрасівка   |        |
| Кислиця            |        |
| Кілія              | Т 1630 |
| Ліски              |        |
| Вилкове            | Т 1628 |